# Rencontres lyriques de Luchon
 (mars 2012).
Si vous disposez d'ouvrages ou d'articles de référence ou si vous connaissez des sites web de qualité traitant du thème abordé ici, merci de compléter l'article en donnant les références utiles à sa vérifiabilité et en les liant à la section « Notes et références ».
Les Rencontres lyriques de Luchon sont un festival de musique français qui a eu lieu pour la première fois en 1988. Ce festival a été créé par Jean-Claude Hartemann et François Mounielou avec l'aide des collectivités territoriales. Ce festival est animé par la soprano Suzanne Sarroca, Jacques Calatayud, Claude Brendel, Michel Pastor. Depuis 2008 ce festival dure une semaine en août et a pour vocation d'avoir lieu tous les ans dans la Haute-Garonne à Bagnères-de-Luchon. Ce festival veut défendre et promouvoir l'art lyrique et les jeunes chanteurs solistes.

## Esprit du festival
Le festival se déroule dans la ville thermale de Bagnères-de-Luchon dans le département de la Haute-Garonne. La programmation permet d'aborder ou de découvrir l'art lyrique sous différents aspects : stages, concerts, conférences, projections de films, expositions, ateliers.
Dès 2014, de nouvelles actions sont proposées pour donner davantage d'ampleur à ce festival.

## Éditions
L'édition 2008 amène une nouvelle dynamique avec une équipe d'une nouvelle génération avec de nouvelles idées. Le festival propose alors de nombreuses activités gratuites.
Pour l'année 2012, les Rencontres lyriques de Luchon rendent hommage au compositeur français Jules Massenet à l'occasion de son centenaire.
Pour l'année 2013, les Rencontres lyriques de Luchon placent leur festival sous le cinquantenaire du compositeur français Francis Poulenc.
Pour le Festival 2014, le Festival rend hommage au compositeur Camille Saint-Saëns.
Pour 2015, les compositrices françaises seront exposées à la lumière du festival avec la création mondiale des "Petites Mélodies Impertinentes" de la compositrice Isabelle Aboulker.